# 蓮花山公園
蓮花山公園（れんかざんこうえん）は、中華人民共和国広東省深圳市福田区にある都市公園（総合公園）。面積は約150ヘクタール。

## 歴史
1992年10月に開設された。
1997年6月23日、国内外観光客に一般公開される。
2014年、中国共産党中央委員会総書記習近平はここで鄧小平雕像を見学し、次の木の木を植えた。
2016年12月、中華人民共和国国家発展改革委員会は蓮花山公園を全国紅色旅遊景点景区名録に認定した。

## 公園施設
- 風箏広場
- 山頂広場：鄧小平像を安置する。
- 雨林溪谷
- 曉風漾日

## 交通アクセス
- 107路、108路、111路、14路、15路、215路、228路、235路、236路、237路、25路、322路、350路、350路区間、374路、383路、38路、41路、54路、60路、65路、71路、K105路、K578路、N9路 —— 蓮花山公園駅
- 104路、11路、12路、14路、16路、209路、209路区间、213路、316路、319路、365路、370路、46路、58路、59路、6路快線、6路慢線、71路、79路、N13路、N6路、購物線 — 北大医院駅
- 地下鐵4号線 — 少年宮

## ギャラリー
- 緑道。
- 緑道。
- 風箏広場。
- 蓮花湖。
- 鄧小平像。
- 習近平手植樹。